# العلاقات الأوكرانية البلغارية
العلاقات الأوكرانية البلغارية هي العلاقات الثنائية التي تجمع بين أوكرانيا وبلغاريا.

## مقارنة بين البلدين
هذه مقارنة عامة ومرجعية للدولتين:
| وجه المقارنة                                              | أوكرانيا                                   | بلغاريا                                                                             |
| --------------------------------------------------------- | ------------------------------------------ | ----------------------------------------------------------------------------------- |
| المساحة (كم2)                                             | 603.63 ألف                                 | 110.99 ألف                                                                          |
| عدد السكان (نسمة)                                         | 45.55 مليون                                | 7.08 مليون                                                                          |
| الكثافة السكانية (ن./كم²)                                 | 75.46                                      | 63.79                                                                               |
| العاصمة                                                   | كييف                                       | صوفيا                                                                               |
| اللغة الرسمية                                             | اللغة الأوكرانية                           | اللغة البلغارية                                                                     |
| العملة                                                    | هريفنا أوكرانية، كاربوفانيتس، روبل سوفييتي | ليف بلغاري                                                                          |
| الناتج المحلي الإجمالي (بليون دولار)                      | 112.15 مليار                               | 56.83 مليار                                                                         |
| الناتج المحلي الإجمالي (تعادل القوة الشرائية) بليون دولار | 352.98 مليار                               | 130.99 مليار                                                                        |
| الناتج المحلي الإجمالي الاسمي للفرد دولار أمريكي          | 2.11 ألف                                   | 8.03 ألف                                                                            |
| الناتج المحلي الإجمالي للفرد دولار أمريكي                 | 8.66 ألف                                   | 17.21 ألف                                                                           |
| مؤشر التنمية البشرية                                      | 0.747                                      | 0.782                                                                               |
| رمز المكالمات الدولي                                      | +380                                       | +359                                                                                |
| رمز الإنترنت                                              | .ua، .укр ‏                                 | .bg، .бг ‏                                                                           |
| المنطقة الزمنية                                           | ت ع م+02:00، ت ع م+03:00، توقيت شرق أوروبا | ت ع م+02:00، ت ع م+03:00، أوروبا/صوفيا ‏، توقيت شرق أوروبا، توقيت شرق أوروبا الصيفي ‏ |

## مدن متوأمة
في ما يلي قائمة باتفاقيات التوأمة بين مدن أوكرانية وبلغارية:
- ترتبط إيزمائيل مع دوبريتش باتفاقية توأمة.
- ترتبط سيمفروبول مع روسه باتفاقية توأمة منذ 1991.[18][19][18][19]
- ترتبط كريمنشوك مع سفيشتوف باتفاقية توأمة منذ 2012.[20]
- ترتبط ميليتوبول مع سليفن باتفاقية توأمة.
- ترتبط Iziaslav, Ukraine [الإنجليزية]‏ مع لوفتش باتفاقية توأمة منذ 8 سبتمبر 2011.[21][22][23][24]
- ترتبط تشرنيغوف مع غابروفو باتفاقية توأمة منذ 1 أكتوبر 2009.[25][25][25][25]
- ترتبط بوتيفل مع Kozloduy [الإنجليزية]‏ باتفاقية توأمة.
- ترتبط خاركيف مع فارنا باتفاقية توأمة منذ 23 أبريل 2001.[26][26][26][27]
- ترتبط جيتومير مع مونتانا باتفاقية توأمة.
- ترتبط كروبيفنيتسكي مع دوبريتش باتفاقية توأمة.
- ترتبط أوديسا مع فارنا باتفاقية توأمة منذ 1990.[28][29][28][29]
- ترتبط سومي مع فراتسا باتفاقية توأمة منذ 21 يونيو 2002.[30][31][32][30]
- ترتبط هلوخيف مع سفيشتوف باتفاقية توأمة.
- ترتبط لوهانسك مع برنيك باتفاقية توأمة منذ 1959.[33][34][33][34]
- ترتبط روفنو مع فيدين باتفاقية توأمة منذ 25 يناير 2001.[35][35]
- ترتبط خيرسون مع شومن باتفاقية توأمة منذ 2002.
- ترتبط بولتافا مع فيليكو ترنوفو باتفاقية توأمة منذ 2010.[36][36][36][36]
- ترتبط كونوتوب مع ميزدرا باتفاقية توأمة.
- ترتبط بيرديانسك مع يامبل باتفاقية توأمة.
- ترتبط ميكولايف مع بلفن باتفاقية توأمة منذ 1995.
- ترتبط بولهراد مع General Toshevo [الإنجليزية]‏ باتفاقية توأمة.
- ترتبط خميلنيتسكي مع سيليسترا باتفاقية توأمة.
- ترتبط كييف مع صوفيا باتفاقية توأمة منذ 1961.[37][38][37][38]

## منظمات دولية مشتركة
يشترك البلدان في عضوية مجموعة من المنظمات الدولية، منها:
| علم المنظمة | اسم المنظمة                               | تاريخ انضمام أوكرانيا | تاريخ انضمام بلغاريا |
| ----------- | ----------------------------------------- | --------------------- | -------------------- |
|             | وكالة ضمان الاستثمار متعدد الأطراف        | 19 يوليو 1994         | 23 سبتمبر 1992       |
|             | الأمم المتحدة                             | 24 أكتوبر 1945        | 14 ديسمبر 1955       |
|             | الفريق المعني برصد الأرض                  | ?                     | ?                    |
|             | منظمة حظر الأسلحة الكيميائية              | ?                     | ?                    |
|             | منظمة التجارة العالمية                    | 16 مايو 2008          | 1 ديسمبر 1996        |
|             | منظمة الشرطة الجنائية الدولية             | ?                     | ?                    |
|             | منظمة الأمن والتعاون في أوروبا            | 30 يناير 1992         | 25 يونيو 1973        |
|             | نظام تحكم تكنولوجيا القذائف               | 1998                  | 2004                 |
|             | يونسكو                                    | 12 مايو 1954          | 17 مايو 1956         |
|             | مجلس أوروبا                               | 9 نوفمبر 1995         | 7 مايو 1992          |
|             | الاتحاد البريدي العالمي                   | ?                     | ?                    |
|             | البنك الدولي للإنشاء والتعمير             | 3 سبتمبر 1992         | 25 سبتمبر 1990       |
|             | اتفاقية السماوات المفتوحة                 | ?                     | ?                    |
|             | منظمة التعاون الاقتصادي للبحر الأسود      | ?                     | ?                    |
|             | الاتحاد الدولي للاتصالات                  | 7 مايو 1947           | 18 سبتمبر 1880       |
|             | مؤسسة التمويل الدولية                     | 18 أكتوبر 1993        | 22 يوليو 1991        |
|             | المنظمة الأوروبية لسلامة الملاحة الجوية   | 2004                  | 1997                 |
|             | المركز الدولي لتسوية المنازعات الاستشارية | 7 يوليو 2000          | 13 مايو 2001         |
|             | مجموعة أستراليا                           | 2005                  | 2001                 |
|             | مجموعة الموردين النوويين                  | ?                     | ?                    |

## أعلام
هذه قائمة لبعض الشخصيات التي تربطها علاقات بالبلدين:
- فينتسيسلاف هريستوف (لاعب كرة قدم بلغاري، 9 نوفمبر 1988[46] – )

## وصلات خارجية
- موقع وزارة الخارجية الأوكرانية
- موقع وزارة الخارجية البلغارية